# The Do-Deca-Pentathlon
The Do-Deca-Pentathlon – amerykańska komedia z 2012 roku w reżyserii Jaya i Marka Duplassów.

## Opis fabuły
Bracia Jeremy (Mark Kelly) i Mark (Steve Zissis) są po trzydziestce, wybrali odmienny tryb życia i nie darzą się sympatią. Na urodzinach jednego z nich postanawiają dowieść, który z nich jest lepszy. W tym celu urządzają Do-Deca-Pentathlon, czyli igrzyska sportowe obejmujące 25 konkurencji.

## Obsada
- Mark Kelly jako Jeremy
- Steve Zissis jako Mark
- Jennifer Lafleur jako Stephanie
- Julie Vorus jako Alice
- Brendan Robinson jako młody Mark